# スーパーハイビジョン

SD・HDとの比較

スーパーハイビジョン（SHV：Super Hi-Vision）は、NHK放送技術研究所（NHK STRL）が中心となって研究開発を行っている超高解像度のテレビ規格である。
NHKのスーパーハイビジョン（SHV）は、垂直解像度4320p、いわゆる「8K UHDTV」（8K Ultra-high-definition television, 8K Ultra HDTV, 8K UHDTV, 8K UHD）に相当する。
一方、「UHDTV」（Ultra-high-definition television）そのものは、「4K UHDTV」（垂直：2160p）と「8K UHDTV」（垂直：4320p）の2種類に分かれる。

## 定義

Diagram of the CIE 1931 color space that shows the Rec. 2020（UHDTV） color space in the outer triangle and Rec. 709（HDTV） color space in the inner triangle. Both Rec. 2020 and Rec. 709 use Illuminant D65 for the white point.

スーパーハイビジョンでは、少なくとも解像度の面で人間の視覚能力の限界に到達することを目指している。水平7,680×垂直4,320の画素数（4320p）、1秒あたりのフレーム数（fps）60枚などに加えて、大画面・超高精細度テレビで課題であった速く動く被写体の「動きぼやけ」を低減するための規格として、1秒あたりのフレーム数120枚を追加、実物に近い色再現が可能となる色域の拡張を行っている。
NHK STRLはSuper Hi-Vision（スーパーハイビジョン）として提唱していたが、ITU-R勧告で定められている英称はUltra High Definition Televisionである。前掲のとおり、"Ultra-high-definition television"（UHDTV）は4K UHDと8K UHDの2つがある。

## 沿革
ITU-R勧告 BT.2020におけるスーパーハイビジョンの仕様
- 画素数：7,680×4,320
- アスペクト比：16:9
- 標準観視距離：0.75H
- 標準視角：100°
- 表色系：Rec.1361
- フレームレート：120Hz プログレッシブ
- ビット深度：10, 12
- 音響システム：22.2ch
  - サンプリング周波数：48kHz, 96kHz
  - ビット長：16, 20, 24
  - プリエンファシス：無し
  - チャンネル数：24
    - 上層：9ch
    - 中層：10ch
    - 下層：3ch
    - LEF：2ch

NHK放送技術研究所は1995年からハイビジョンを越える「超高精細映像システム」の研究を開始し、2000年に「走査線4000本級」の超高精細映像システムの研究に着手した。
2002年5月に同研究所にて行われた「第56回NHK放送技術研究所一般公開」（2002技研公開）にて初披露。当時は「走査線4000本級超高精細映像システム」という名称を用いていたが、2004年5月の「技研公開2004」から「スーパーハイビジョン」の愛称を使用している。
2005年に発表されたロードマップではスーパーハイビジョンの伝送として検討されている21GHz帯を用いたBS実験放送が2015年に予定されており、本放送は2025年を目指している事が発表された。また画素数の多さを生かして立体テレビ放送への応用等の研究も進められている。
2007年2月にはヨーロッパの公共放送・研究機関であるBBC（英国放送協会）、RAI（イタリア放送協会）、IRT（ドイツ放送技術機構）と相互連携協定を締結しスーパーハイビジョンの高圧縮符号化技術や21GHz帯放送衛星による伝送技術の共同研究を進めている。
音響システムについては、22.2マルチチャンネル - 上層に9チャンネル、中間層に10チャンネル、下層に3チャンネルの3層に配したスピーカーと、2チャンネルのLFE（低域効果）スピーカーを利用する。また、家庭用には、3.1チャンネルや8.1チャンネルで22.2チャンネルを簡易的に再現するシステムが検討されている。
2012年8月23日、NHKはスーパーハイビジョンがITU-R勧告によってテレビの国際規格となったと発表した。
2013年5月に、2020年の本放送を目指し開発することを発表した。
NHKは2014年度の予算に、「スーパーハイビジョンの開発推進を目指す」とした事業計画を経営委員会で議決され、2016年の試験放送開始に向けた研究開発を急ぐとともに、テレビとインターネットを連携させた「ハイブリッドキャスト」のサービスの拡大を図る。
2014年8月、これまでの方針を2年前倒しして2018年に本放送を開始することを発表した。
2016年8月1日には、NHKがBS-17chにてスーパーハイビジョン試験放送を開始した。

NHK BS8Kのロゴ

2018年12月1日より、左旋円偏波のBS-14chにて「NHK BS8K」として本放送を開始した。
ほとんどの4K放送は右旋円偏波で放送されているので、従来から用いられているBSアンテナがそのまま使用でき、4Kチューナー内蔵テレビなどがあれば受像できるが、NHK BS8Kは左旋円偏波で放送されているので、対応したアンテナも必要になる。

## 映像機器

### カメラ

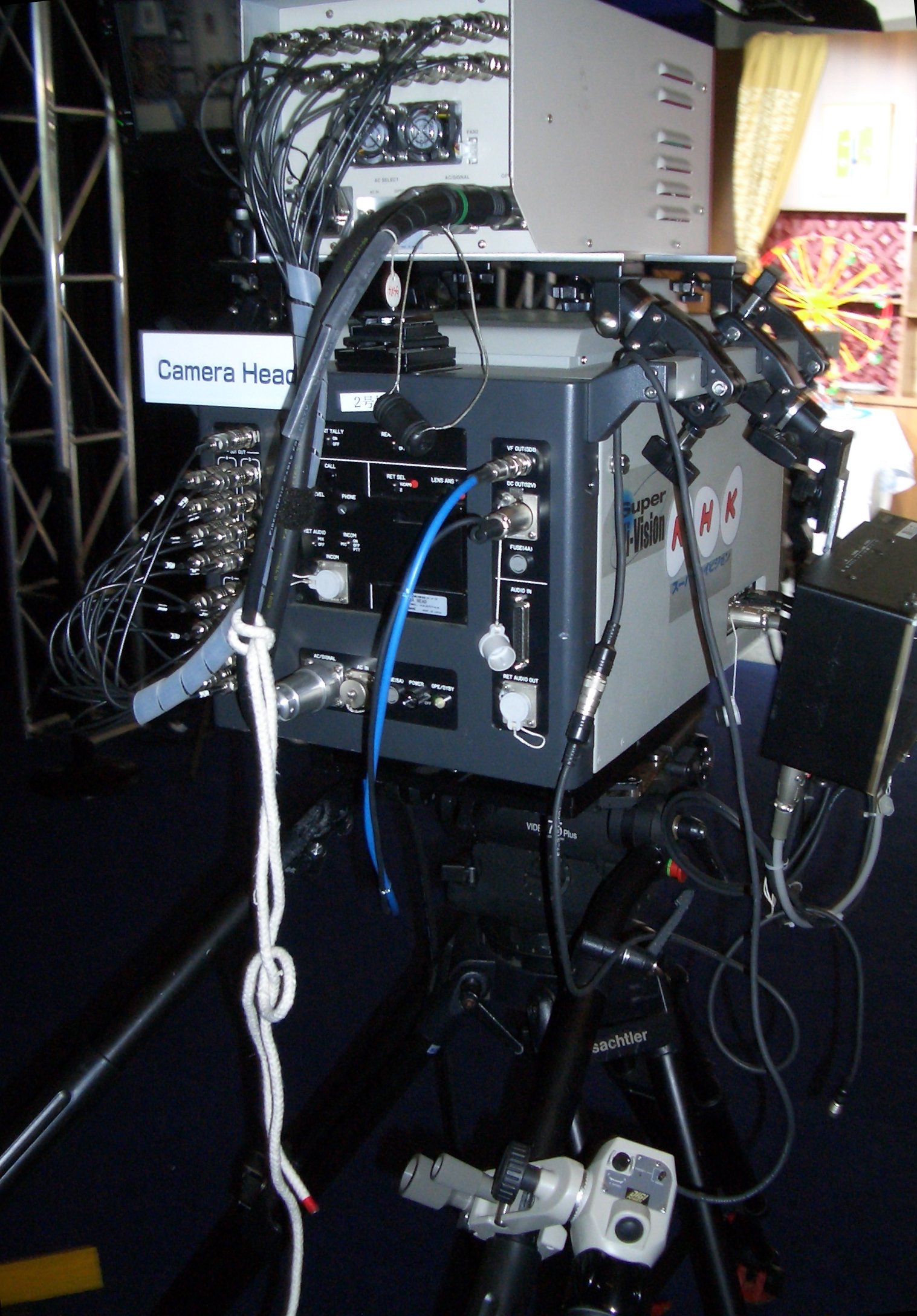
プロトタイプカメラヘッド（2006年）

当初は3300万画素に対応した動画用撮像素子が存在しなかったため、800万画素CCDを4枚使用した4板画素ずらし方式（デュアルグリーン方式）を採用していた。
2007年の「技研公開2007」で3300万画素の動画用CMOS撮像素子が発表され、2008年の「技研公開2008」で同素子を3枚使用した3板式カラー撮像実験、2009年の「技研公開2009」で同素子を使用した3板式カラーカメラの試作機が公開された。2010年の「技研公開2010」ではカメラヘッドに新開発の光波長多重伝送装置を内蔵した、3板式スーパーハイビジョン・フル解像度カメラシステムが公開されている。

### プロジェクター
当初は3300万画素を直接表示可能なデバイスが存在しなかったためカメラと同様に800万画素LCDを4枚使い、4板画素ずらし方式を採用したプロジェクターで表示していた。
また、2004年から2008年まで日本ビクターの開発した4K-2K D-ILAプロジェクターを2機使用して緑のみ画素ずらしを行うことで4,000TV本の解像度を実現していた。そのため、赤及び青については4,000TV本の解像度は表現されていなかった。
2008年5月、日本ビクターは3500万画素のD-ILAデバイスを開発し、2009年には同デバイスを使用したスーパーハイビジョン フル解像度D-ILAプロジェクターを開発、同年開催の「技研公開2009」で展示された。
2012年5月、NHKとJVCケンウッドは解像度7640x4320相当で120Hz駆動可能なスーパーハイビジョンプロジェクターを開発した。

### 圧縮符号化装置
24Gbpsのスーパーハイビジョン信号をリアルタイムで圧縮符号化する装置として、MPEG-4 AVC/H.264符号化方式で映像信号を1/100 - 1/200に圧縮する装置が開発されている。なおHDTVの16倍の情報を処理するため、16系統（空間8分割・時間2分割）のAVC/H.264 HDTV エンコーダ/デコーダユニット（1080/30P符号化装置）を並列動作させることでスーパーハイビジョン映像信号のリアルタイム圧縮エンコード/デコードを行っている。2009年度には新たに富士通研究所と共同開発した1080/60P対応の符号化装置8台（空間8分割のみ）を用いる事で符号化装置の削減と画質の向上、圧縮率の効率化を図っている。このSHVリアルタイム圧縮符号化装置は、2010年の「技研公開2010」で展示された。
圧縮後の帯域は、KDDIによると、H.264で160Mbps、H.265で80Mbpsが必要である。また、NHKによると、H.264で200〜400Mbps、H.265で100〜200Mbpsと想定されている。

### 記録装置
2014年8月、東京エレクトロン デバイスと共同で独自の低圧縮率の圧縮・伸長方式を採用した8K映像に対応する小型記録装置「スーパーハイビジョンレコーダ」を開発し、同年秋に受注を開始した。記録時はデュアルグリーン方式の映像データを8K解像度に変換してから、JPEG方式で圧縮してメモリーパックに保存する。一方、再生する場合はメモリーパックから圧縮した映像データをPCI-Express経由で読み出し、映像データを伸長して表示する。メモリーパックは簡単な交換式で、コンテンツの追加保存が可能。

## 特徴
自然な立体感
2Dでも自然な立体感を得られる。運動視差も働いているため、カメラがパンした際に手前の物体は動きが速く、奥の物体は動きが遅い、手前の物体ははっきり見えて、奥の物体は適度にぼける、そうした違いが高精細な画面で再現されていることが立体感につながったと考えられている。展示会では「3Dはいらない」という感想も多い。

## 他の解像度との比較
| 通称        | 横×縦     | 画素数     |
| ----------- | --------- | ---------- |
| 1K（720p）  | 1280×0720 | 921,600    |
| 2K（1080p） | 1920×1080 | 2,073,600  |
| 4K（2160p） | 3840×2160 | 8,294,400  |
| 8K（4320p） | 7680×4320 | 33,177,600 |

## 展示
- NHK技研公開 2002年 -
- 2005年日本国際博覧会
- 九州国立博物館 シアター4000として常設展示
- 開国博Y150
- CEATEC 2006
- NAB 2006・2007・2009
- International Broadcasting Convention 2006・2008・2010
- ロンドンオリンピックパブリックビューイング 2012年7 - 8月、日本国内ではNHKスタジオパーク・秋葉原・NHK福島放送局で実施

## 国際標準化
- Rec. ITU-R BT.1201-1（2004）
- Rec. ITU-R BT.1706（2006）
- SMPTE 2036-1（2009）
- SMPTE 2036-2（2008）
- SMPTE 2036-3（2010）
- Rec. ITU-R BT.2020（2012）